# Choreutidae
Choreutidae, là một họ bướm đêm có nhiều tranh cãi về các quan hệ của chúng trong bộ lepidoptera. Trước đây, nó được xếp vào họ Glyphipterigidae trong liên họ Yponomeutoidea và liên họ Sesioidea. Hiện tại nó được xem là một đơn họ trong liên họ của nó (Minet, 1986). Quan hệ của họ này với các dòng khác trong nhóm "Apoditrysia"  cần có những xem xét mới, đặc biệt với những dự liệu phân tử mới.

## Phân bố
Các bướm đêm trong họ này phân bố trên toàn cầu gồm 19 chi, được xếp vào 3 phân họ theo các đặc điểm cấu trúc của các giai đoạn chưa trưởng thành (ấu trùng và nhộng), hơn là các đặc điểm ở cá thể trưởng thành (Heppner và Duckworth, 1981; Rota, 2005).